# Amundsenovo more
Amundsenovo more je rubno more Južnog oceana uz obalu Zemlje Marie Byrd na zapadnoj Antarktici, nalazi se između Rta Leteće ribe (sjeverozapadni vrh otoka Thurston) na istoku i Rta Dart na otoku Siple na zapadu. Rt Leteće ribe označava granicu između Amundsenovog more i Bellingshausenovog mora. Zapadno od Cape Dart-a nema imenovanog rubnog mora Južnog oceana između Amundsenovog i Rossovog mora. Norveška ekspedicija koja je u periodu 1928. – 1929. posjetila Antarktiku pod vodstvom kapetana Nilsa Larsena imenovala je ovu vodenu masu po norveškom polarnom istraživaču Roaldu Amundsenu tijekom istraživanja ovog područja u veljači 1929.
More je uglavnom pokriveno ledom, a u njega ulazi Ledenjak Thwaites. Ledeni pokrov koji se slijeva u Amundsenovo more u prosjeku iznosi oko 3 km debljine; što je otprilike površina države Teksas, ovo je područje poznato pod nazivom Zaljev Amundsenovog mora (Amundsen Sea Embayment, ASE); čini jedan od tri glavna bazena za drenažu leda zapadnoantarktičkog ledenog pokrivača.

## Zaljev Amundsenovog mora
Ledeni pokrov koji se ulijeva u more Amundsen u prosjeku je debeo oko 3 km; približno je veličine države Teksas, a područje je poznato pod nazivom Amundsen Sea Embayment (ASE); čini jedan od tri glavna bazena za drenažu leda zapadnoantarktičkog ledenog pokrivača, a drugi su zaljev Rossovog mora i zaljev Weddellovog mora. U ožujku 2007. znanstvenici koji su proučavali ASE satelitskim i zračnim istraživanjima objavili su značajno stanjivanje ASE-a, zbog promjena u obrascima vjetra koji omogućavaju da toplije vode teku ispod ledene ploče.
Neki su znanstvenici pretpostavili da bi ova regija mogla biti "meki trbuh" ledenog pokrivača zapadne Antarktike. Ledenjaci Pine Island i Thwaites, koji se ulijevaju u Amundsenovo more, dva su od pet najvećih na Antarktici. Znanstvenici su otkrili da se protok ovih ledenjaka povećao posljednjih godina, ako bi se potpuno otopili, razina mora porasla bi za oko 0,9–1,9 m. Znanstvenici su sugerirali da bi gubitak ovih ledenjaka destabilizirao čitav ledeni pokrov zapadne Antarktike i možda dijelove ledene ploče Istočne Antarktike.
Studija u listopadu 2004. sugerirala je da se, budući da se led u Amundsenovom moru brzo topio i puknuo, obalni ledeni šelf trebao srušiti "u roku od pet godina". Studija je predvidjela porast razine mora za 1.3 m od zapadnog antarktičkog ledenog sloja ako bi se sav morski led u Amundsenovom moru otopio.
Mjerenja provedena u Britanskom antarktičkom pregledu 2005. pokazala su da je stopa ispuštanja leda u zaljevu Amundsenovohmg mora bila oko 250 km 3 godišnje. Pod pretpostavkom stalne brzine ispuštanja, samo je to dovoljno za podizanje globalne razine mora za 0,2 mm godišnje.
Subglacijalni vulkan također je otkriven na tom području, sjeverno od ledenjaka Pine Island u blizini planina Hudson. Posljednji je put eruptirao prije otprilike 2.200 godina, na što ukazuju rasprostranjene naslage pepela unutar leda, u najvećoj poznatoj erupciji na Antarktici u posljednjih 10 tisućljeća. Vulkanske aktivnosti u regiji mogu pridonijeti primijećenom porastu ledenjačkog toka, iako je trenutno najpopularnija teorija među znanstvenicima koji proučavaju ovo područje da je protok povećan zbog zagrijavanja oceanske vode. Ta se voda zagrijala zbog podizanja duboke oceanske vode koja je posljedica promjena u tlačnim sustavima, na koje je moglo utjecati globalno zagrijavanje.
U siječnju 2010., studija modeliranja sugerirala je da je "prekretnica" za ledenjak Pine Island možda prošla još 1996. godine, uz povlačenje od 200 km moguće do 2100., što daje odgovarajućih 24 cm porasta razine mora, iako se sugeriralo da su ove procjene vremenskog raspona konzervativne. Međutim, studija modeliranja također navodi da "S obzirom na složenu, trodimenzionalnu prirodu stvarnog ledenjaka otoka Pine ... trebalo bi biti jasno da je [...] model vrlo grub prikaz stvarnosti."

## Zaljev Otoka Pine
Zaljev Otoka Pine (74°50′S 102°40′W / 74.833°S 102.667°W) je zaljev dug oko 64 km i širok 48 km, u koji se ulijeva led ledenjaka Pine Island na jugoistočnom kraju Amundsenovog mora. Ograničen je iz zračnih fotografija koje je snimila USN operacija Highjump u prosincu 1946., a imenovao ih je Savjetodavni odbor za antarktička imena (US-ACAN) za USS Pine Island, natječaj za hidroavion i perjanicu istočne radne skupine USN Operacije Highjump koja je istraživala ovo područje.

## Zaljev Russell
Zaljev Russell (73°27′S 123°54′W / 73.450°S 123.900°W) je prilično otvoren zaljev na jugozapadu Amundsenovog mora, koji se proteže uzduž sjevernih obala otoka Siple, ledene ploče Getz i otoka Carney, od otoka Pranke do prolaza Cape Gates. Kartirala ga je United States Geological Survey (USGS), na temelju snimki američke mornarice u periodu 1959. – 1966., a imenovala Savjetodavna komisija za antarktička imena (Advisory Committee on Antarctic Names, US-ACAN) prema admiralu James S. Russellu.

## Vanjske poveznice
|  | Zajednički poslužitelj ima još gradiva o temi Amundsenovo more |